# Lobelia guerrerensis
Lobelia guerrerensis là loài thực vật có hoa trong họ Hoa chuông. Loài này được Eakes & Lammers mô tả khoa học đầu tiên năm 1999.